# Gyenge Anna
Miklósvári Gyenge Anna, külföldön Anne Roselle (Kézdivásárhely, 1894. március 20. – Philadelphia [?], 1989. július 31.) magyar operaénekesnő (szoprán) és színésznő.

## Életútja
[Életrajza körül sok a bizonytalanság.]
Édesapját korán elvesztette. Kolozsvárott (és Csíkszeredában, Székelyudvarhelyen [?]) járt iskolába, majd 14 éves korában Budapesten beiratkozott Rákosi Szidi színiiskolájába. 1911-ben lépett először színpadra a Király Színházban Iluskaként (Kacsóh Pongrác: János vitéz). Rövid idő után Krecsányi Ignác temesvári társulatához szerződött. Ekkor ismerte meg Rosner Árpád bankárt, aki 1912-ben feleségül vette. Még ebben az évben kivándoroltak az Egyesült Államokba, ahol Gyenge Anna csatlakozott a Heltai Árpád vezette Állandó Magyar Színházhoz, itt operettek főszerepeit alakította és komoly énektanulásba kezdett. Valószínűleg régebbi magyar emigránsok segítségével lett a Radio City Music Hall rendszeres fellépője. Ekkor változtatta meg nevét Anne Roselle-re. Egy próbaéneklést követően 1920. november 1-jével szerződtette a Metropolitan Opera House, ahol Musette (Puccini: Bohémélet) szerepében mutatkozott be. Két évadot töltött az intézménynél. A következő három évben kisebb amerikai operaházakban, vándortársulatoknál lépett fel.
1925-ben visszatért Európába: öt évre Drezdába szerződött. Sokat vendégszerepelt (Bécs, Kairó, Berlin, Párizs, Varsó, Milánó, London stb.). Amerikába is visszajárt. Magyarországon is többször fellépett, először 1926-ban, majd a harmincas években rendszeresen. 1929 és '34 között állandó szerződés Philadelphiába kötötte, de a turnézást is folytatta. Utolsó európai fellépése 1938-ban volt. Amerikában valószínűleg 1946-ig működött énekesként. Visszavonulása után New Yorkban tanított. 1956 után telepedett le a floridai Lakelandben.
Repertoárja egészen rendkívülien alakult, a számtalan operettszerep mellett szinte minden szopránfachból voltak operai alakításai.

## Szerepei
- Berg: Wozzeck – Marie
- Bizet: Carmen – Micaela
- Erkel Ferenc: Hunyadi László – Szilágyi Erzsébet
- Gounod: Faust – Margit
- Jacobi Viktor: Leányvásár – Lucy
- Kacsóh Pongrác: János vitéz – Iluska
- Lehár Ferenc: Luxemburg grófja – Angela
- Leoncavallo: Bajazzók – Nedda
- Mascagni: Parasztbecsület – Santuzza
- Montemezzi: A három király szerelme – Fiatal lány
- Mozart: Szöktetés a szerájból – Konstanza
- Mozart: Don Juan – Donna Anna
- Puccini: Bohémélet – Musette, Mimi
- Puccini: Turandot – címszerep
- Puccini: Tosca – címszerep
- Puccini: Pillangókisasszony – Cso-cso-szán
- Richard Rodgers: South Pacific – Bloody Mary
- ifj. Johann Strauss: A cigánybáró – Szaffi
- Richard Strauss: Elektra – címszerep
- Verdi: Aida – címszerep
- Verdi: A trubadúr – Leonóra
- Verdi: La Traviata – Violetta Valery
- Verdi: Don Carlos – Tebaldo
- Verdi: Otello – Desdemona
- Wagner: Tannhäuser – Erzsébet
- Wagner: Lohengrin – Elza
- Wagner: A walkür – Sieglinde
- Wagner: Parsifal – viráglány

## Filmje
- Halló, Budapest (magyar, 1935)